# Parasemia roseipennis
Parasemia roseipennis är en fjärilsart som beskrevs av Karl Schawerda 1906. Parasemia roseipennis ingår i släktet Parasemia och familjen björnspinnare. Inga underarter finns listade i Catalogue of Life.